# Avicularia rapax
Avicularia rapax là một loài nhện trong họ Theraphosidae và thuộc chi Avicularia. Loài nhện này phân bố ở khắp Nam Mỹ.